# حشره‌خوار مشکین خاکستری-قهوه‌ای کوچک
 حشره‌خوار مشکین خاکستری-قهوه‌ای کوچک (نام علمی: Crocidura silacea) نام یک گونه از سرده حشره‌خوارهای دندان‌سفید است.